# Luciano Bolis
Luciano Bolis (né le 17 avril 1918 à Milan et mort le 20 février 1993 à Rome) est un homme politique antifasciste italien, qui fut membre du mouvement Giustizia e Libertà, du Parti d'action (Partito d'Azione) et milita au sein du Mouvement fédéraliste européen, créé en 1943 à Milan par Altiero Spinelli.

## Biographie
Né dans un milieu bourgeois, Luciano Bolis prend position contre les convictions fascistes de ses parents, entraînant avec lui ses deux frères dans les rangs de la Résistance.
Étudiant en littérature et en philosophie, sportif accompli, il mobilise - lors de son arrestation par les Chemises noires - des ressources exceptionnelles de résistance physique et morale. Après la guerre, il devient un militant actif de la construction européenne.
Luciano Bolis est mort en 1993.

## Ouvrages
- 1946 : (it) Il mio granello di sabbia, autobiographie
- Mon grain de sable, éditeur La Fosse aux Ours 10/18, traduction de Monique Baccelli, nouvelle édition février 2012